# کینگز کالج لندن
کینگز کالج لندن (به انگلیسی: King's College London) با بیش از ۲۰ هزار دانشجو بزرگ‌ترین و پرسابقه‌ترین کالج دانشگاه لندن است. کالج کینگز لندن در رده‌بندی دانشگاه‌های انگلستان در رده‌های درجه اول و پایین‌تر از دانشگاه آکسفورد و دانشگاه کمبریج قرار دارد و یکی از ۱۰ دانشگاه برتر اروپا در ۲۰۲۳ است. کالج کینگ لندن در سال ۱۸۲۹ بنا شد و نام آن به جرج چهارم پادشاه انگلستان بازمی‌گردد.
کینگز بزرگ‌ترین مرکز اروپایی برای آموزش و تحقیقات پزشکی و علوم زیست‌پزشکی، بر اساس تعداد دانشجویان، است و شامل اولین مدرسه پرستاری جهان، دانشکده پرستاری و مامایی فلورانس نایتینگل، است. کینگز عموماً به عنوان بخشی از «مثلث طلایی» دانشگاه‌های واقع در شهرهای آکسفورد، کمبریج و لندن محسوب می‌شود. کینگز اغلب به دلیل ماهیت تأسیس، حمایت سلطنتی داشته‌است و ملکه الیزابت دوم در زمان حیات حامی آن بوده‌ است.
فارغ‌التحصیلان و کارکنان کینگز شامل ۱۴ برنده جایزه نوبل؛ مشارکت‌کنندگان در کشف ساختار DNA، هپاتیت C، ژنوم هپاتیت D، و بوزون هیگز؛ پیشگامان لقاح مصنوعی، کلونینگ سلول بنیادی/پستانداران و جنبش مدرن هاسپایس؛ و پژوهشگران کلیدی در پیشرفت رادار، رادیو، تلویزیون و تلفن‌های همراه هستند. فارغ‌التحصیلان دیگر نیز شامل رؤسای کشورها، دولت‌ها و سازمان‌های بین‌دولتی هستند؛ نوزده عضو فعلی از مجلس عوام بریتانیا، ۲ سخنگوی مجلس عوام بریتانیا و هفده عضو فعلی از مجلس اعیان بریتانیا. همچنین دریافت‌کنندگان سه جایزه اسکار، سه گرمی، یک امی، یک گلدن گلوب، و یک جایزه بوکر از کینگز فارغ‌التحصیل شدند.

## رتبه‌بندی
در رتبه‌بندی مؤسسه تایمز در سال ۲۰۱۹، کالج کینگ لندن در رتبه ۳۸ دانشگاه‌های دنیا قرار گرفت. در رتبه‌بندی دانشگاهی کیواس در سال ۲۰۱۹، این کالج در رده ۳۱ دانشگاه‌های جهان و هفتم بریتانیا قرار گرفت.
- بر اساس رتبه‌بندی دانشگاهی کیواس سال ۲۰۲۳، کینگز در زمینه پرستاری در جهان دوم است.[۹]
- بر اساس رتبه‌بندی U.S.News سال ۲۰۲۳:[۱۰]
  - در لیست بهترین دانشگاه‌های جهان در رتبه ۳۳ است.
  - در اروپا رتبه ۶ است.
  - در بریتانیا رتبه ۵ است.

## نگارخانه

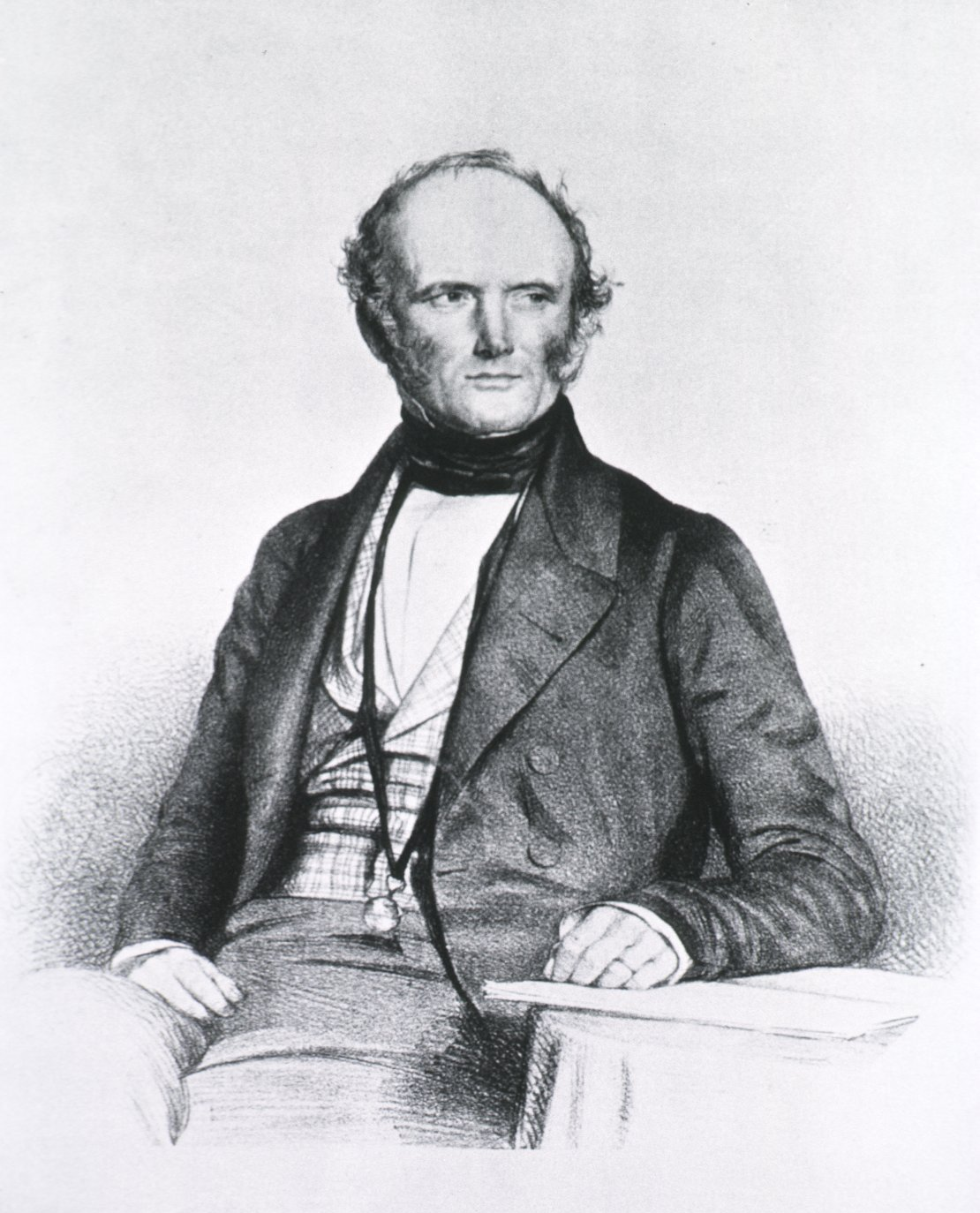
سِر چارلز لایِل
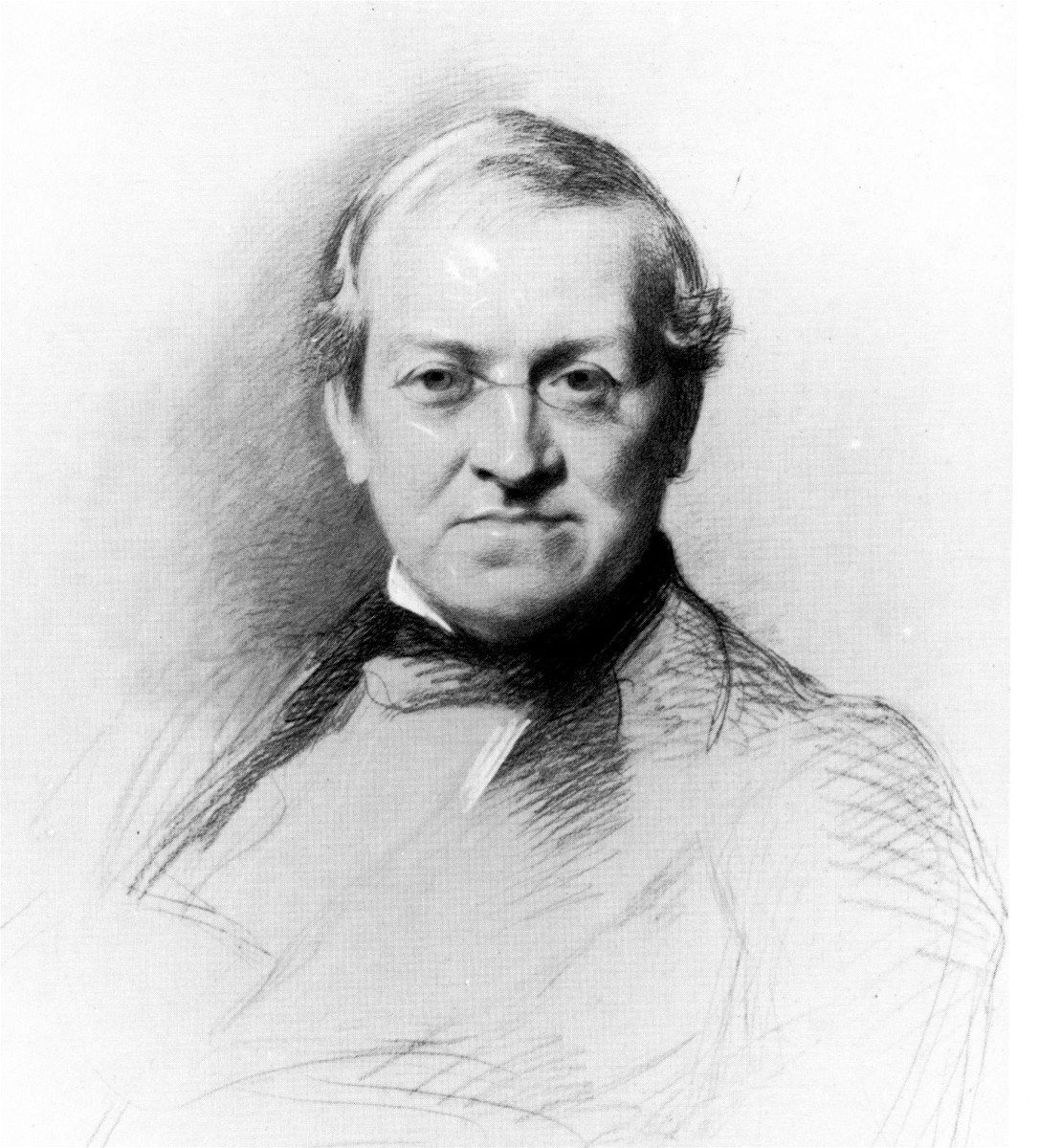
سِر چارلز ویتستون
جیمز کلرک ماکسول
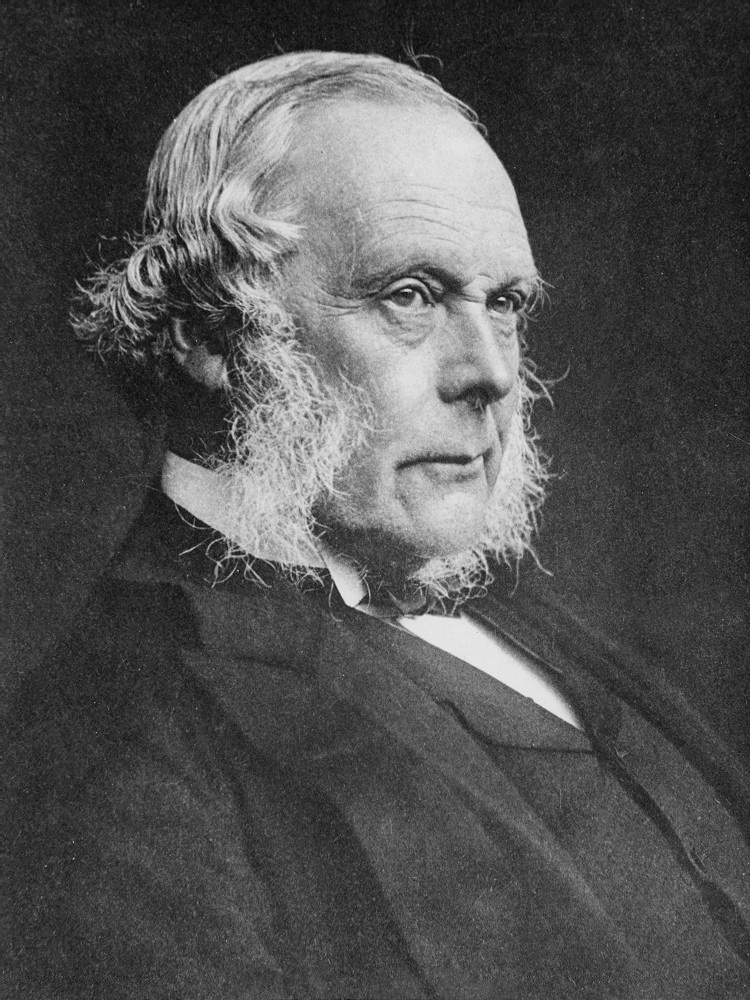
جوزف لیستر
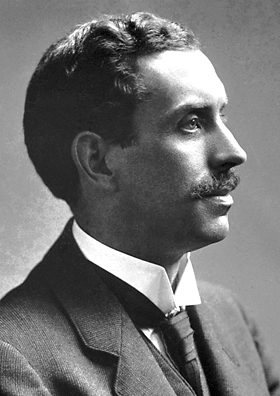
چارلز گلوور بارکلا
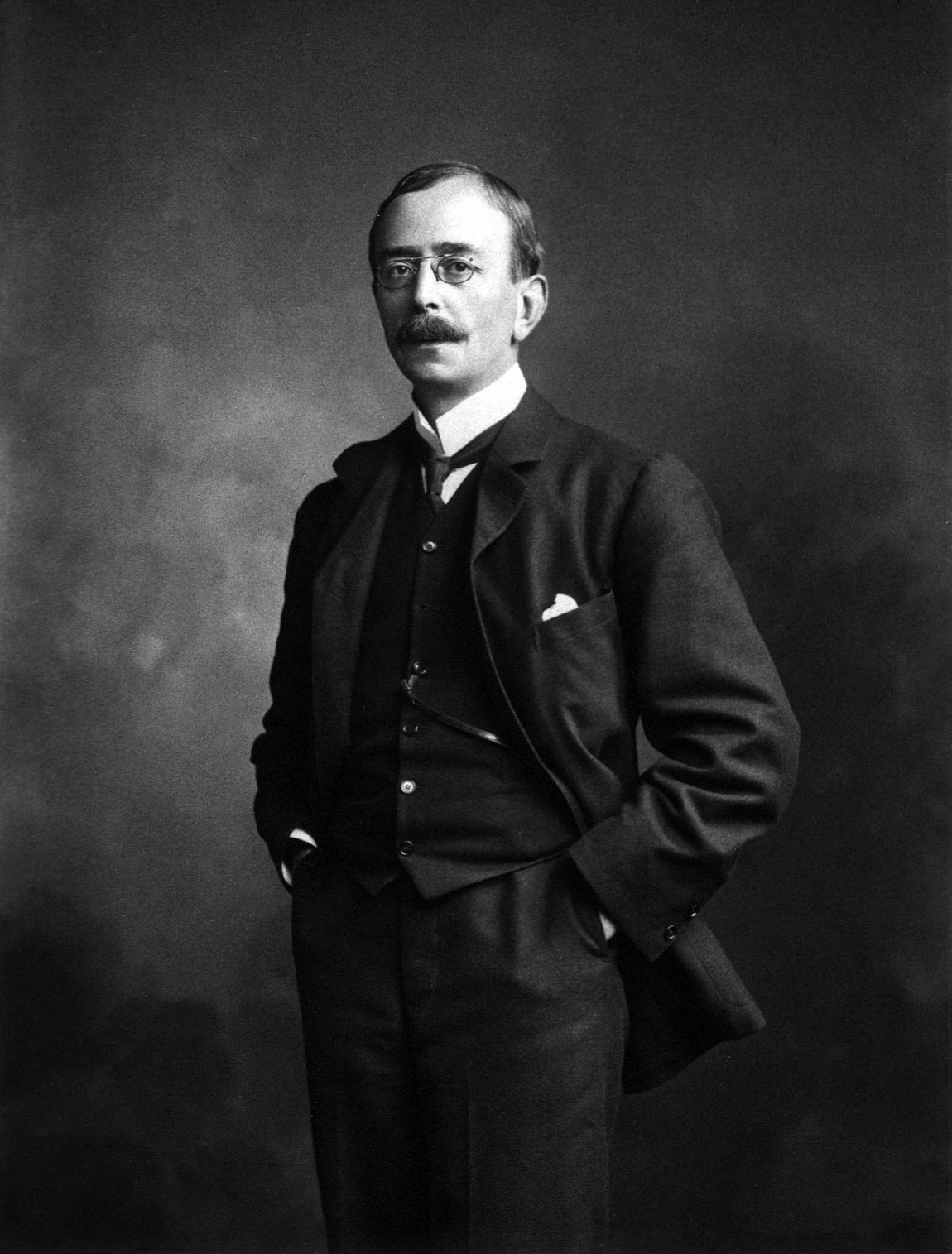
چارلز شرینگتون